# Volta a Cataluña 1973
La Volta a Cataluña 1973 fue la 53.ª edición de la Volta a Cataluña. Se disputó en 7 etapas del 12 al 19 de septiembre de 1973 con un total de 1.215 km. El vencedor final fue el español Domingo Perurena del equipo Kas por delante de Jesús Manzaneque del La Casera-Bahamontes, y de Antonio Martos del Kas.
La tercera y cuarta etapas estaban divididas en dos sectores. Había dos contrarrelojes individuales, una en el Prólogo de Amposta y el otro en el segundo sector de la tercera etapa.
Había bonificaciones de 20, 10 i 4 segundos a los tres primeros de cada etapa, y de 5, 3 y 2 segundos a los primeros en los puertos de 1.ª, 2.ª y 3.ª categoría respectivamente.

## Etapas
| Etapa   | Fecha            | Ciudades de etapa                                   | km    | Vencedor de la etapa | Líder de la general |
| ------- | ---------------- | --------------------------------------------------- | ----- | -------------------- | ------------------- |
| Prólogo | 12 de septiembre | Amposta – Amposta (CRI)                             | 4,7   | Jesús Manzaneque     | Jesús Manzaneque    |
| 1.ª     | 13 de septiembre | Amposta – Tarragona                                 | 163,7 | Domingo Perurena     | Domingo Perurena    |
| 2.ª     | 14 de septiembre | Tarragona – Manresa                                 | 159,7 | Antonio Martos       | Domingo Perurena    |
| 3.ª A   | 15 de septiembre | Manresa – Badalona                                  | 88,7  | Agustín Tamames      | Domingo Perurena    |
| 3.ª B   | 15 de septiembre | Circuito de Montjuïc (CRI)                          | 11,4  | Luis Ocaña           | Luis Ocaña          |
| 4.ª A   | 16 de septiembre | Badalona - Sant Antoni de Calonge                   | 128,1 | Antonio Menéndez     | Luis Ocaña          |
| 4.ª B   | 16 de septiembre | Calonge - San Juan de las Abadesas                  | 131,4 | Wladimiro Panizza    | Luis Ocaña          |
| 5.ª     | 17 de septiembre | San Juan de las Abadesas – Andorra la Vieja Andorra | 145,2 | Domingo Perurena     | Antonio Martos      |
| 6.ª     | 18 de septiembre | Orgañá – Viella y Medio Arán                        | 189,4 | Jesús Manzaneque     | Domingo Perurena    |
| 7.ª     | 19 de septiembre | Viella y Medio Arán – Lérida                        | 193,6 | Herman Van Springel  | { Domingo Perurena  |

### Prólogo[1]
12-09-1973: Amposta – Amposta, 4,7 km. (CRI):
|   | Ciclista         | Equipo               | Tiempo |
| - | ---------------- | -------------------- | ------ |
| 1 | Jesús Manzaneque | La Casera-Bahamontes | 6' 09" |
| 2 | Luis Ocaña       | Bic                  | + 03"  |
| 3 | José Pesarrodona | Kas                  | + 03"  |

|   | Ciclista         | Equipo               | Tiempo |
| - | ---------------- | -------------------- | ------ |
| 1 | Jesús Manzaneque | La Casera-Bahamontes | 6' 09" |
| 2 | Luis Ocaña       | Bic                  | + 03"  |
| 3 | José Pesarrodona | Kas                  | + 03"  |

### 1.ª etapa[2]
13-09-1973: Amposta – Tarragona, 163,7:
|   | Ciclista         | Equipo         | Tiempo     |
| - | ---------------- | -------------- | ---------- |
| 1 | Domingo Perurena | Kas            | 5h 27' 59" |
| 2 | Pierino Gavazzi  | Jollj Ceramica | m. t.      |
| 3 | Frans Verbeeck   | Watney-Maes    | m. t.      |

|   | Ciclista         | Equipo               | Tiempo     |
| - | ---------------- | -------------------- | ---------- |
| 1 | Domingo Perurena | Kas                  | 4h 33' 57" |
| 2 | Jesús Manzaneque | La Casera-Bahamontes | + 12"      |
| 3 | Luis Ocaña       | Bic                  | + 15"      |

### 2.ª etapa[3]
14-09-1973: Tarragona – Manresa, 159,7 km.:
|   | Ciclista         | Equipo      | Tiempo     |
| - | ---------------- | ----------- | ---------- |
| 1 | Antonio Martos   | Kas         | 4h 39' 04" |
| 2 | Domingo Perurena | Kas         | + 21"      |
| 3 | Frans Verbeeck   | Watney-Maes | m. t.      |

|   | Ciclista         | Equipo               | Tiempo     |
| - | ---------------- | -------------------- | ---------- |
| 1 | Domingo Perurena | Kas                  | 9h 13' 07" |
| 2 | Antonio Martos   | Kas                  | + 11"      |
| 3 | Jesús Manzaneque | La Casera-Bahamontes | + 27"      |

### 3.ª etapa A[4]
15-09-1973: Manresa – Badalona, 88,7 km.: